# Praça da XV
A Praça da XV, nome oficial Praça Doutor Christiano Altenfelder Silva; o local é um espaço público, caracterizado como jardim ou como um pequeno parque com aproximadamente dez mil metros quadrados localizado na região central da cidade de São Carlos. Localiza-se no quadrilátero formado pela avenida Dr. Carlos Botelho, ruas Aquidaban, Riachuelo e XV de Novembro; pelo nome dessa rua é conhecido como Praça da XV.
Foi inaugurada em 1951 e recebeu o nome oficial de Dr. Christiano Altenfelder Silva, que foi o responsável pela instalação da primeira Maternidade de São Carlos.
Originalmente foi uma área rural e foi paulatinamente sendo ocupada, sendo que até a década de 50 era apenas um grande terreno. Atualmente a Praça é um point principalmente noturno, pois no seu entorno há uma variedade de bares e casas noturnas.